# Valvasone
Valvasone är en ort i kommunen Valvasone Arzene i provinsen Pordenone i regionen Friuli-Venezia Giulia i Italien. 
Valvasone upphörde som kommun den 1 januari 2015 och bildade med den tidigare kommunen Arzene den nya kommunen Valvasone Arzene. Den tidigare kommunen hade 2 180 invånare (2014).